# Pomnik Bohaterom Września 1939
Pomnik Bohaterom Września 1939 w Suwałkach – pomnik (obiekt pamięci narodowej), mieści się na niewielkim placu przy ulicy Wojska Polskiego. Na cokole przedwojennego pomnika artylerzysty umieszczono pamiątkowe tablice ku czci wszystkich żołnierzy wywodzących się z przedwojennego garnizonu suwalskiego, a poległych na frontach II wojny światowej.

## Opis pomnika
Pomnik znajduje się na placu przy koszarach obecnego 14. Suwalskiego Pułku Artylerii Przeciwpancernej im. Marszałka Józefa Piłsudskiego, przy ulicy Wojska Polskiego. Ma kształt trzech prostopadłościanów osadzonych na podstawie – niskim cokole.  
W górnej, centralnej części monumentu znalazł się stylizowany orzeł w koronie, poniżej inskrypcja o treści: Bohaterom Września 1939. 

Jeszcze niżej umieszczono tablicę wykonaną z brązu, z następującym tekstem: 

Żołnierzom garnizonu suwalskiego: 1 Pułk Ułanów, 2 Pułk Ułanów, 3 Pułk Szwoleżerów, 41 Pułk Piechoty, 4 Dywizjon Artylerii Konnej, 1/29 Pułk Artylerii Lekkiej, 29 Baon KOP, którzy we wrześniu 1939 r. z najwyższym poświęceniem bronili Ziemi Ojczystej. W 50 rocznicę napaści hitlerowskiej na Polskę. Społeczeństwo Suwałk. 

Uroczystości związane z odsłonięciem pamiątkowej tablicy odbyły się w dniach 10-11 czerwca 1989 roku. W cokół pomnika wmurowano łuskę artyleryjskiego pocisku z ziemią z pól bitewnych, na których walczyli suwalscy żołnierze. W uroczystościach brali udział m.in. gen. Roman Paszkowski (przewodniczący Rady Ochrony Pamięci, Walk i Męczeństwa), Czesław Anuszkiewicz (uczestnik kampanii wrześniowej 1939 r.), generał Rudolf Dzipanov. 

Pięć lat później, we wrześniu 1994 roku, na lewym skrzydle pomnika, pojawiła się druga tablica, na której widnieje napis o treści: Żołnierzom Rezerwowej Brygady Kawalerii Wołkowysk i 24 Batalionu Korpusu Ochrony Pogranicza w Sejnach, Junakom przysposobienia wojskowego suwalskich i augustowskich szkół średnich, Kompanii Leśnej PW, Ochotnikom ze Związku Strzeleckiego, którzy na Ziemi Suwalskiej złożyli Ojczyźnie najwyższą ofiarę we wrześniu 1939 r. w 55. rocznicę napaści hitlerowsko – sowieckiej na Polskę suwalczanie.

Latem 2003 roku przeprowadzono remont pomnika, podczas którego cokół został obłożony czarnym marmurem. Opiekę nad monumentem sprawuje Zarząd Dróg i Zieleni w Suwałkach. Obecnie pomnik i plac wokół niego to miejsce, gdzie odbywa się wiele uroczystości o charakterze patriotycznym. Sam monument określa się mianem Pomnika Bohaterów Września 1939 roku, pomnikiem Żołnierzy Garnizonu Suwalskiego lub krótko: Żołnierzy Września.

## Współczesny widok pomnika Bohaterom Września 1939

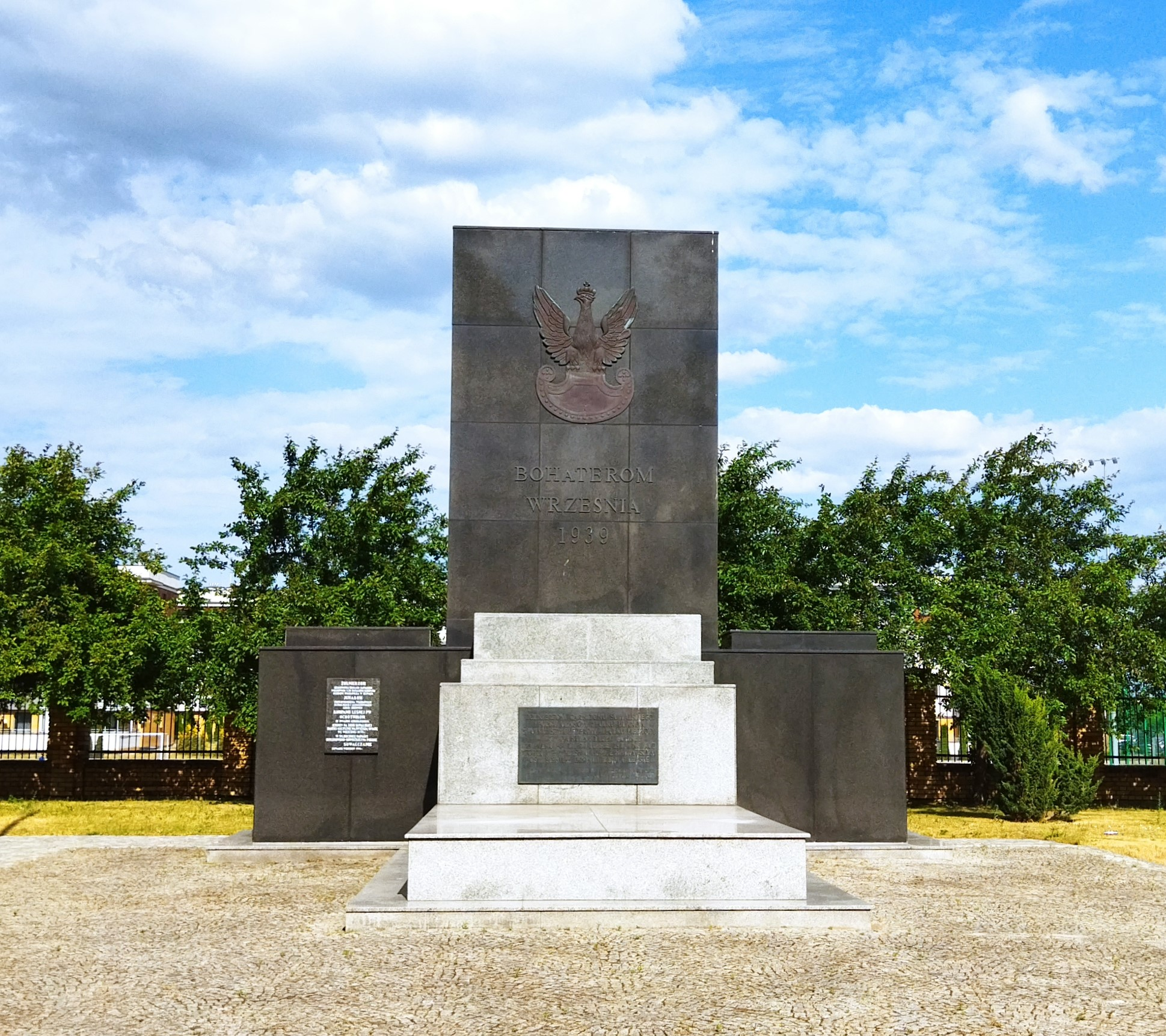
Pomnik Bohaterom Września 1939 – widok od strony ulicy Wojska Polskiego (1)
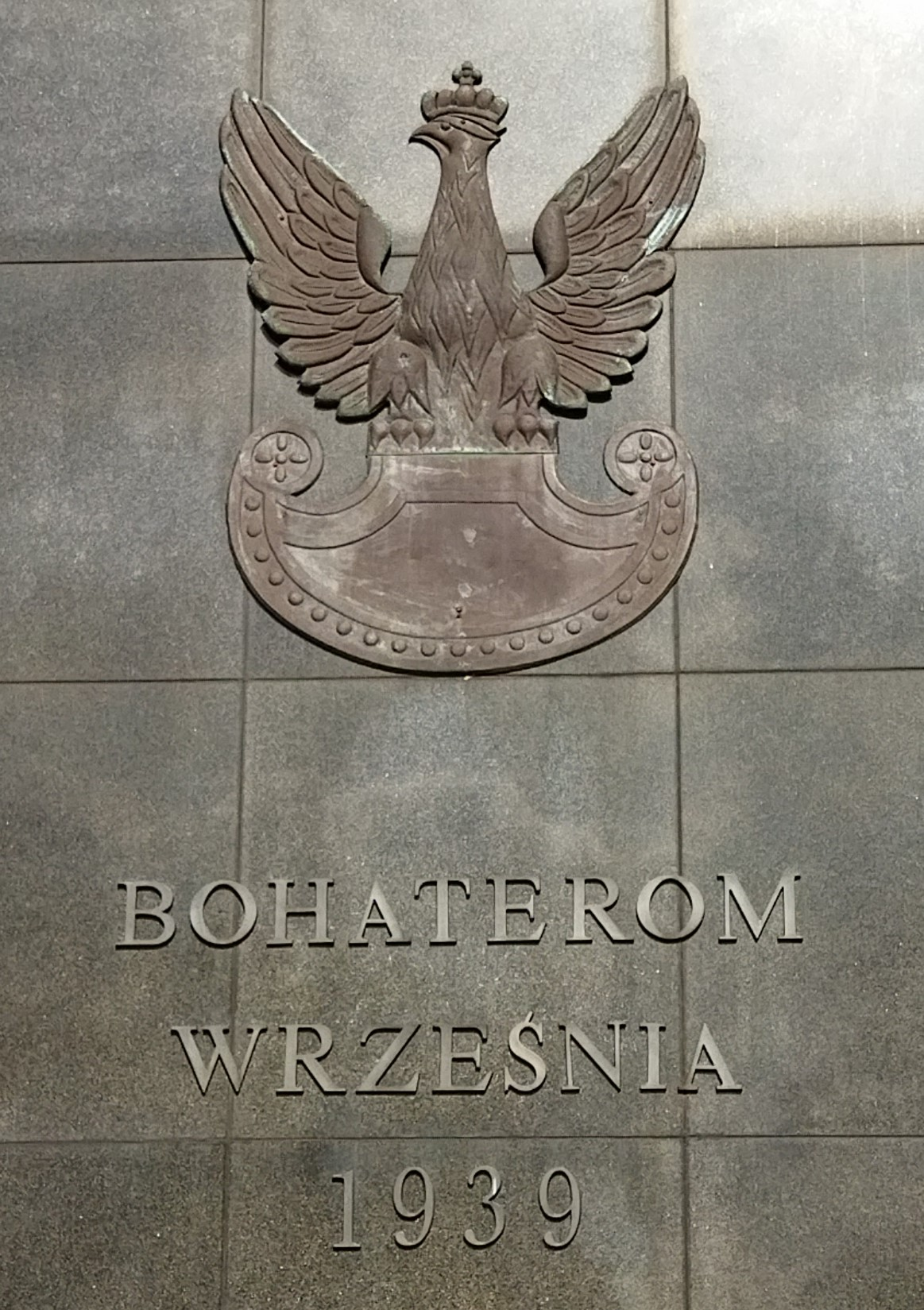
Pomnik Bohaterom Września 1939 (Suwałki) – mosiężny orzeł w koronie i inskrypcja
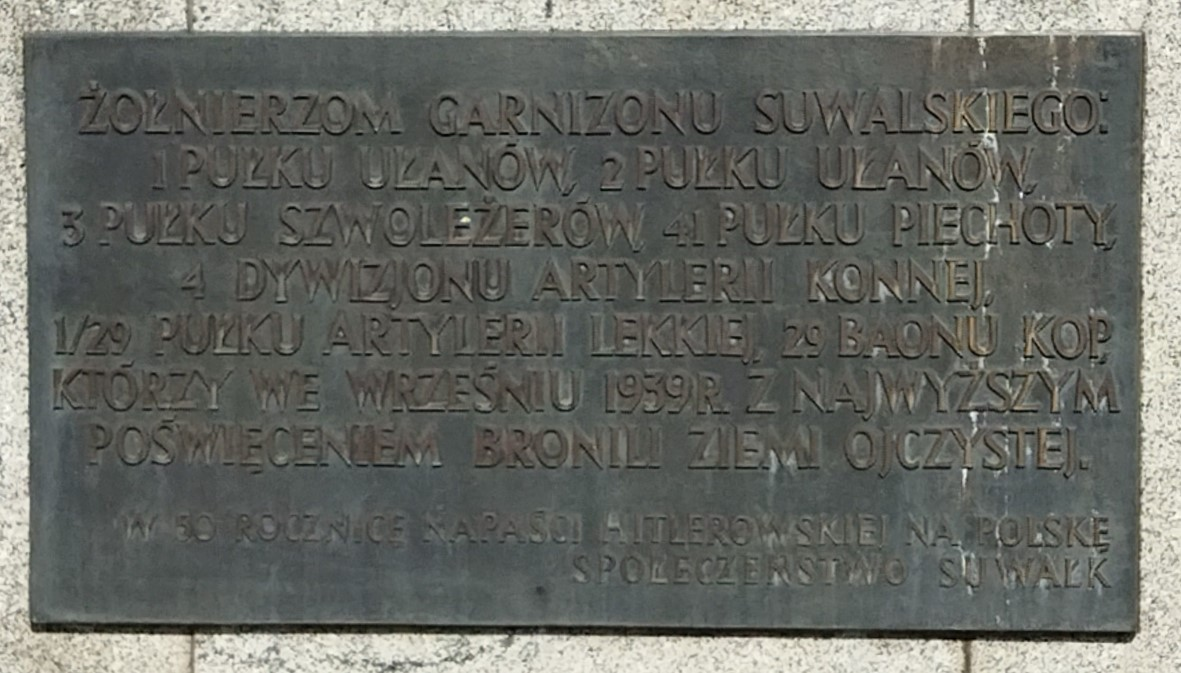
Tablica pamiątkowa na  pomniku Bohaterom Września 1939 (2)
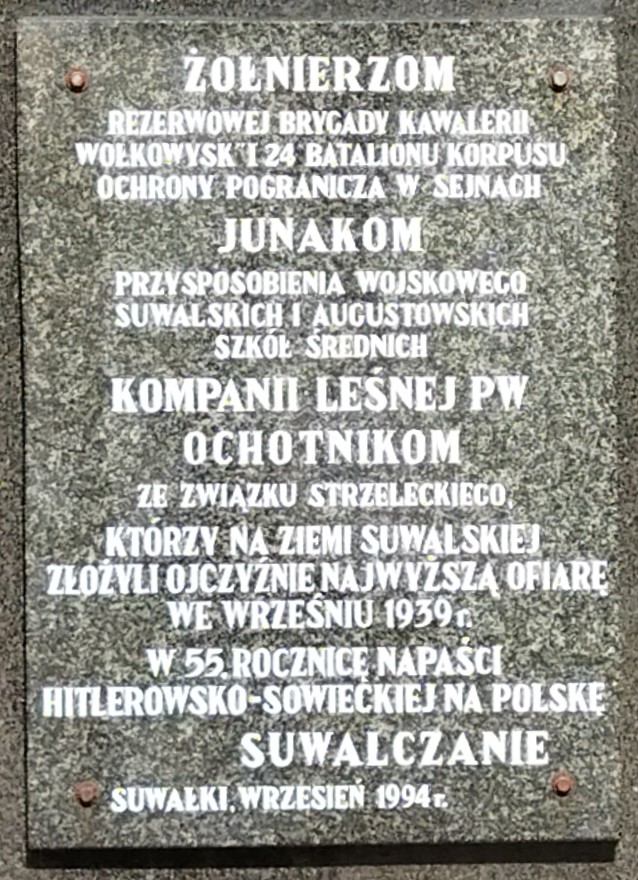
Tablica pamiątkowa na  pomniku Bohaterom Września 1939 (1)
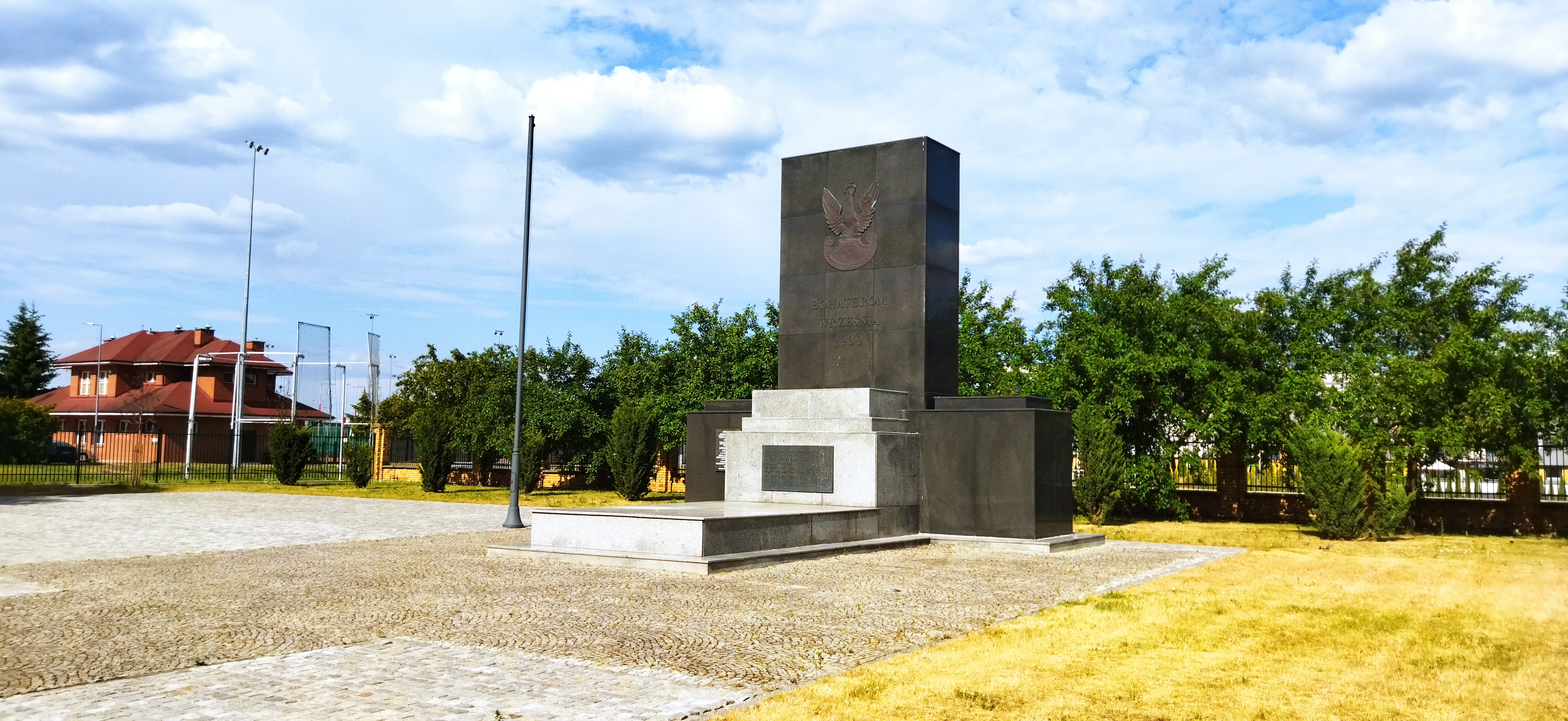
Pomnik Bohaterom Września 1939 – widok od strony ulicy Wojska Polskiego (2)

## Ciekawostka – o pomniku artylerzysty
O pomniku artylerzysty tak pisał Krzysztof Skłodowski: W maju 1932 r. na przyległym do ul. Augustowskiej placu należącym do 4 DAK poświęcono „fundament pod pomnik poległym żołnierzom” – nazywany później pomnikiem Artylerzysty, przedstawiał wspierającą się o pionową bryłę betonu postać żołnierza z pociskiem artyleryjskim w dłoniach. Natomiast w teście Grzegorza Płatonowa można przeczytać, iż pomnik [artylerzysty] został zbudowany w połowie lat dwudziestych, a jego fundatorem był oficerem artylerii, który postanowił w ten sposób złożyć hołd poległemu w obronie jego życia artylerzyście w czasie wojny polsko-bolszewickiej. Pomnik znajdował się na terenie, który zajmował 1. dywizjon 29. Pułku Artylerii Polowej (lekkiej) i był odgrodzony od strony ulicy Augustowskiej (dzisiaj Wojska Polskiego). Na cokole (zachowanym do dziś), oparty plecami o bryłę pionową, stał artylerzysta w mundurze, rogatywce, z pasem na szelkach, z ładownicami i w owijaczach na nogach. W rękach trzymał pocisk armatni. Wykonany był z piaskowca (betonu?) o wysokości ok. 2 metrów. Z drugiej strony pionowej części cokołu, pod krzyżem, znajdował się ołtarz polowy (...). Około 1938 w figurę artylerzysty uderzył piorun, rozbijając ją na kilka fragmentów. Po zdemontowaniu resztek figury na cokole niżej postawiono małą armatkę polową starego typu, która padła łupem Armii Czerwonej, krótko okupującej Suwałki w 1939 r.